# Liste der Baudenkmale in Obernkirchen
In der Liste der Baudenkmale in Obernkirchen sind die Baudenkmale der niedersächsischen Stadt Obernkirchen und ihrer Ortsteile aufgelistet. Die Quelle der Baudenkmale ist der Denkmalatlas Niedersachsen. Der Stand der Liste ist der 30. Mai 2020.

## Allgemein
In den Spalten befinden sich folgende Informationen:
- Lage: die Adresse des Baudenkmales und die geographischen Koordinaten. Kartenansicht, um Koordinaten zu setzen. In der Kartenansicht sind Baudenkmale ohne Koordinaten mit einem roten Marker dargestellt und können in der Karte gesetzt werden. Baudenkmale ohne Bild sind mit einem blauen Marker gekennzeichnet, Baudenkmale mit Bild mit einem grünen Marker.
- Bezeichnung: Bezeichnung des Baudenkmales
- Beschreibung: die Beschreibung des Baudenkmales. Unter § 3 Abs. 2 NDSchG werden Einzeldenkmale und unter § 3 Abs. 3 NDSchG Gruppen baulicher Anlagen und deren Bestandteile ausgewiesen.
- ID: die Objekt-ID des Baudenkmales
- Bild: ein Bild des Baudenkmales, ggf. zusätzlich mit einem Link zu weiteren Fotos des Baudenkmals im Medienarchiv Wikimedia Commons. Wenn man auf das Kamerasymbol klickt, können Fotos zu Baudenkmalen aus dieser Liste hochgeladen werden:

## Gelldorf
| Lage                                                             | Bezeichnung                                                                  | Beschreibung     | ID       | Bild |
| ---------------------------------------------------------------- | ---------------------------------------------------------------------------- | ---------------- | -------- | ---- |
| Boltenhofstraße, Obernkirchen, Stadt 52° 16′ 58″ N, 9° 7′ 6″ O   | Hofanlage Boltenhofstraße 1, 4                                               | Baudenkmalgruppe | 36216936 | BW   |
| Boltenhofstraße 1, Obernkirchen, Stadt 52° 16′ 57″ N, 9° 7′ 4″ O | Wohn-/Wirtschaftsgebäude. (Baudenkmalgruppe: Hofanlage Boltenhofstraße 1, 4) |                  | 36248227 | BW   |
| Boltenhofstraße 1, Obernkirchen, Stadt 52° 16′ 58″ N, 9° 7′ 5″ O | Stall. (Baudenkmalgruppe: Hofanlage Boltenhofstraße 1, 4)                    |                  | 36252098 | BW   |
| Boltenhofstraße 1, Obernkirchen, Stadt 52° 16′ 57″ N, 9° 7′ 5″ O | Backhaus. (Baudenkmalgruppe: Hofanlage Boltenhofstraße 1, 4)                 |                  | 36252122 | BW   |
| Boltenhofstraße 4, Obernkirchen, Stadt 52° 16′ 57″ N, 9° 7′ 6″ O | Wohn-/Wirtschaftsgebäude. (Baudenkmalgruppe: Hofanlage Boltenhofstraße 1, 4) | Leibzucht        | 36252146 | BW   |
| Dorfstraße 1, Obernkirchen, Stadt 52° 16′ 55″ N, 9° 7′ 17″ O     | Hofanlage Dorfstraße 1                                                       | Baudenkmalgruppe | 36216951 | BW   |
| Dorfstraße 1, Obernkirchen, Stadt 52° 16′ 55″ N, 9° 7′ 18″ O     | Baumbestand. (Baudenkmalgruppe: Hofanlage Dorfstraße 1)                      | südlicher Teil   | 36248251 | BW   |
| Dorfstraße 1, Obernkirchen, Stadt 52° 16′ 55″ N, 9° 7′ 18″ O     | Weg (Verkehr). (Baudenkmalgruppe: Hofanlage Dorfstraße 1)                    | südlicher Teil   | 36252695 | BW   |
| Dorfstraße 1, Obernkirchen, Stadt 52° 16′ 55″ N, 9° 7′ 18″ O     | Wohn-/Wirtschaftsgebäude. (Baudenkmalgruppe: Hofanlage Dorfstraße 1)         | südlicher Teil   | 36252673 | BW   |
| Dorfstraße 1, Obernkirchen, Stadt 52° 16′ 55″ N, 9° 7′ 17″ O     | Backhaus. (Baudenkmalgruppe: Hofanlage Dorfstraße 1)                         | südlicher Teil   | 36252651 | BW   |
| Dorfstraße 1, Obernkirchen, Stadt 52° 16′ 55″ N, 9° 7′ 16″ O     | Haupthaus. (Baudenkmalgruppe: Hofanlage Dorfstraße 1)                        | südlicher Teil   | 36252629 | BW   |
| Dorfstraße 3, Obernkirchen, Stadt 52° 16′ 57″ N, 9° 7′ 17″ O     | Wohn-/Wirtschaftsgebäude                                                     |                  | 36248273 | BW   |
| Dorfstraße 11, Obernkirchen, Stadt 52° 17′ 0″ N, 9° 7′ 9″ O      | Wohn-/Wirtschaftsgebäude                                                     |                  | 36248312 | BW   |
| Dorfstraße 13, Obernkirchen, Stadt 52° 17′ 2″ N, 9° 7′ 6″ O      | Wohn-/Wirtschaftsgebäude                                                     |                  | 36248331 | BW   |
| Dorfstraße 13, Obernkirchen, Stadt 52° 17′ 1″ N, 9° 7′ 4″ O      | Backhaus                                                                     |                  | 36251950 | BW   |
| Dorfstraße 23, Obernkirchen, Stadt 52° 17′ 2″ N, 9° 6′ 56″ O     | Backhaus                                                                     |                  | 36248350 | BW   |
| Dorfstraße 23a, Obernkirchen, Stadt 52° 17′ 1″ N, 9° 6′ 55″ O    | Wohn-/Wirtschaftsgebäude                                                     |                  | 36248370 | BW   |
| Dorfstraße 29a, Obernkirchen, Stadt 52° 17′ 3″ N, 9° 6′ 51″ O    | Wohn-/Wirtschaftsgebäude                                                     |                  | 36248389 | BW   |
| Dorfstraße 31a, Obernkirchen, Stadt 52° 17′ 6″ N, 9° 6′ 50″ O    | Wohn-/Wirtschaftsgebäude                                                     |                  | 36248408 | BW   |
| Dorfstraße 31a, Obernkirchen, Stadt 52° 17′ 6″ N, 9° 6′ 51″ O    | Stallanbau                                                                   |                  | 36252321 | BW   |
| Gallgattweg 2, Obernkirchen, Stadt 52° 17′ 6″ N, 9° 6′ 43″ O     | Wohn-/Wirtschaftsgebäude                                                     |                  | 36248428 | BW   |
| Hauptstraße 22 A, Obernkirchen, Stadt 52° 16′ 57″ N, 9° 7′ 10″ O | Wohn-/Wirtschaftsgebäude                                                     |                  | 36248292 | BW   |
| Schulstraße, Obernkirchen, Stadt 52° 16′ 57″ N, 9° 7′ 23″ O      | Denkmal                                                                      |                  | 36248466 | BW   |

## Krainhagen
| Lage                                                           | Bezeichnung | Beschreibung | ID       | Bild |
| -------------------------------------------------------------- | ----------- | ------------ | -------- | ---- |
| Lindenstraße 30, Obernkirchen, Stadt 52° 15′ 0″ N, 9° 6′ 57″ O | Scheune     |              | 36248447 | BW   |

## Obernkirchen
| Lage                                                                          | Bezeichnung                                                                    | Beschreibung                                                            | ID       | Bild           |
| ----------------------------------------------------------------------------- | ------------------------------------------------------------------------------ | ----------------------------------------------------------------------- | -------- | -------------- |
| Obernkirchen, Stadt 52° 15′ 28″ N, 9° 12′ 23″ O                               | Mundloch (Bergbau)                                                             | Friedrichstollen                                                        | 36251928 | BW             |
| Obernkirchen, Stadt 52° 15′ 28″ N, 9° 11′ 57″ O                               | Mundloch (Bergbau)                                                             | Glückaufstollen                                                         | 36248504 | BW             |
| Obernkirchen, Stadt 52° 16′ 36″ N, 9° 8′ 55″ O                                | Mundloch (Bergbau)                                                             | Wasserstollen                                                           | 36248485 | BW             |
| Am Liethstollen, Obernkirchen, Stadt 52° 16′ 31″ N, 9° 8′ 50″ O               | Mundloch (Bergbau)                                                             | Liethstollen                                                            | 36248543 | Weitere Bilder |
| Am Liethstollen, Obernkirchen, Stadt 52° 16′ 36″ N, 9° 8′ 30″ O               | Mundloch (Bergbau)                                                             | Bahnhofstollen                                                          | 36248523 | BW             |
| Am Sonnenbrink, Obernkirchen, Stadt 52° 16′ 7″ N, 9° 8′ 23″ O                 | Jüdischer Friedhof Am Sonnenbrink                                              | Baudenkmalgruppe                                                        | 36217524 | Weitere Bilder |
| Am Sonnenbrink, Obernkirchen, Stadt 52° 16′ 7″ N, 9° 8′ 23″ O                 | Friedhof. (Baudenkmalgruppe: Jüdischer Friedhof Am Sonnenbrink)                | Jüdischer Friedhof                                                      | 36248571 | Weitere Bilder |
| An der Beeke 1, Obernkirchen, Stadt 52° 16′ 6″ N, 9° 7′ 23″ O                 | Wohn-/Wirtschaftsgebäude                                                       |                                                                         | 36248597 | BW             |
| Bahnhofstraße 7, Obernkirchen, Stadt 52° 16′ 9″ N, 9° 7′ 58″ O                | Empfangsgebäude                                                                | Bahnhof Obernkirchen                                                    | 36248787 |                |
| Bergamtstraße, Obernkirchen, Stadt 52° 16′ 10″ N, 9° 7′ 43″ O                 | Gedenkstein                                                                    | Inschriftstein                                                          | 36249184 | BW             |
| Bergamtstraße, Obernkirchen, Stadt 52° 16′ 10″ N, 9° 7′ 44″ O                 | Wohnhäuser Bergamtstraße 1, 3                                                  | Baudenkmalgruppe                                                        | 36216732 | BW             |
| Bergamtstraße 1, Obernkirchen, Stadt 52° 16′ 10″ N, 9° 7′ 45″ O               | Wohnhaus. (Baudenkmalgruppe: Wohnhäuser Bergamtstraße 1, 3)                    |                                                                         | 36249204 | BW             |
| Bergamtstraße 3, Obernkirchen, Stadt 52° 16′ 9″ N, 9° 7′ 44″ O                | Wohnhaus. (Baudenkmalgruppe: Wohnhäuser Bergamtstraße 1, 3)                    |                                                                         | 36249226 | BW             |
| Bergamtstraße 3, Obernkirchen, Stadt 52° 16′ 9″ N, 9° 7′ 43″ O                | Mauerreste. (Baudenkmalgruppe: Wohnhäuser Bergamtstraße 1, 3)                  |                                                                         | 36252451 | BW             |
| Bergamtstraße 4, Obernkirchen, Stadt 52° 16′ 11″ N, 9° 7′ 48″ O               | Einfriedung                                                                    |                                                                         | 36252531 | BW             |
| Bergamtstraße 4, Obernkirchen, Stadt 52° 16′ 11″ N, 9° 7′ 48″ O               | Villa                                                                          |                                                                         | 36249248 | BW             |
| Bergamtstraße 8, Obernkirchen, Stadt 52° 16′ 10″ N, 9° 7′ 44″ O               | Einfriedung                                                                    |                                                                         | 36252550 | BW             |
| Bergamtstraße 8, Obernkirchen, Stadt 52° 16′ 11″ N, 9° 7′ 44″ O               | Wohnhaus                                                                       | ehemaliges Stiftsverwalterwohnhaus                                      | 36249268 | BW             |
| Bergamtstraße 10, Obernkirchen, Stadt 52° 16′ 11″ N, 9° 7′ 42″ O              | Bergamtsgebäude                                                                |                                                                         | 36249289 | BW             |
| Eilsener Straße, Obernkirchen, Stadt 52° 16′ 4″ N, 9° 7′ 48″ O                | Villenbauten Eilsener Strasse 9, 11                                            | Baudenkmalgruppe                                                        | 36216747 | BW             |
| Eilsener Straße 9, Obernkirchen, Stadt 52° 16′ 4″ N, 9° 7′ 49″ O              | Villa. (Baudenkmalgruppe: Villenbauten Eilsener Strasse 9, 11)                 |                                                                         | 36249379 | BW             |
| Eilsener Straße 11, Obernkirchen, Stadt 52° 16′ 4″ N, 9° 7′ 48″ O             | Villa. (Baudenkmalgruppe: Villenbauten Eilsener Strasse 9, 11)                 |                                                                         | 36249400 | BW             |
| Kirchplatz, Obernkirchen, Stadt 52° 16′ 13″ N, 9° 7′ 40″ O                    | Wohnhäuser Kirchplatz 3 - 12                                                   | Baudenkmalgruppe                                                        | 36216777 | BW             |
| Kirchplatz 3, Obernkirchen, Stadt 52° 16′ 13″ N, 9° 7′ 42″ O                  | Schule. (Baudenkmalgruppe: Wohnhäuser Kirchplatz 3 - 12)                       | Rote Schule                                                             | 36249468 | BW             |
| Kirchplatz 5, Obernkirchen, Stadt 52° 16′ 13″ N, 9° 7′ 41″ O                  | Wohn-/Geschäftshaus. (Baudenkmalgruppe: Wohnhäuser Kirchplatz 3 - 12)          |                                                                         | 36249490 | BW             |
| Kirchplatz 6, Obernkirchen, Stadt 52° 16′ 13″ N, 9° 7′ 38″ O                  | Wohn-/Geschäftshaus. (Baudenkmalgruppe: Wohnhäuser Kirchplatz 3 - 12)          |                                                                         | 36249511 | BW             |
| Kirchplatz 7, Obernkirchen, Stadt 52° 16′ 12″ N, 9° 7′ 42″ O                  | Transformatorenstation. (Baudenkmalgruppe: Wohnhäuser Kirchplatz 3 - 12)       |                                                                         | 36249532 |                |
| Kirchplatz 8, Obernkirchen, Stadt 52° 16′ 13″ N, 9° 7′ 38″ O                  | Wohn-/Geschäftshaus. (Baudenkmalgruppe: Wohnhäuser Kirchplatz 3 - 12)          |                                                                         | 36249553 | BW             |
| Kirchplatz 9, Obernkirchen, Stadt 52° 16′ 12″ N, 9° 7′ 41″ O                  | Wohn-/Geschäftshaus. (Baudenkmalgruppe: Wohnhäuser Kirchplatz 3 - 12)          |                                                                         | 36249574 | BW             |
| Kirchplatz 10, Obernkirchen, Stadt 52° 16′ 12″ N, 9° 7′ 38″ O                 | Wohn-/Geschäftshaus. (Baudenkmalgruppe: Wohnhäuser Kirchplatz 3 - 12)          |                                                                         | 36249595 | BW             |
| Kirchplatz 12, Obernkirchen, Stadt 52° 16′ 12″ N, 9° 7′ 38″ O                 | Wohn-/Geschäftshaus. (Baudenkmalgruppe: Wohnhäuser Kirchplatz 3 - 12)          |                                                                         | 36249616 | BW             |
| Kirchplatz, Obernkirchen, Stadt 52° 16′ 10″ N, 9° 7′ 38″ O                    | Stift Obernkirchen                                                             | Baudenkmalgruppe                                                        | 36216704 | BW             |
| Kirchplatz 16, Obernkirchen, Stadt 52° 16′ 12″ N, 9° 7′ 39″ O                 | Kirche (Bauwerk). (Baudenkmalgruppe: Stift Obernkirchen)                       | Stiftskirche                                                            | 36249659 | Weitere Bilder |
| An der Stiftsmauer 6, Obernkirchen, Stadt 52° 16′ 9″ N, 9° 7′ 42″ O           | Mühle (Baukomplex). (Baudenkmalgruppe: Stift Obernkirchen)                     | ehem. Mühle                                                             | 36248616 | BW             |
| An der Stiftsmauer 8, Obernkirchen, Stadt 52° 16′ 8″ N, 9° 7′ 41″ O           | Stiftspropstei. (Baudenkmalgruppe: Stift Obernkirchen)                         |                                                                         | 36248638 | BW             |
| An der Stiftsmauer 12, Obernkirchen, Stadt 52° 16′ 7″ N, 9° 7′ 39″ O          | Wirtschaftsgebäude. (Baudenkmalgruppe: Stift Obernkirchen)                     |                                                                         | 36248682 | BW             |
| An der Stiftsmauer 12, Obernkirchen, Stadt 52° 16′ 9″ N, 9° 7′ 39″ O          | Kornspeicher. (Baudenkmalgruppe: Stift Obernkirchen)                           | "Finkenheim"                                                            | 36248661 | BW             |
| An der Stiftsmauer 12, Obernkirchen, Stadt 52° 16′ 9″ N, 9° 7′ 37″ O          | Wohnhaus. (Baudenkmalgruppe: Stift Obernkirchen)                               |                                                                         | 36248724 | BW             |
| Bergamtstraße 14, Obernkirchen, Stadt 52° 16′ 10″ N, 9° 7′ 38″ O              | Propstei. (Baudenkmalgruppe: Stift Obernkirchen)                               |                                                                         | 36249332 |                |
| Bergamtstraße 16, Obernkirchen, Stadt 52° 16′ 11″ N, 9° 7′ 40″ O              | Stiftsgebäude. (Baudenkmalgruppe: Stift Obernkirchen)                          | Ostflügel                                                               | 36249355 | BW             |
| Lange Straße 1, Obernkirchen, Stadt 52° 16′ 16″ N, 9° 7′ 40″ O                | Wohnhaus                                                                       |                                                                         | 36249807 | BW             |
| Lange Straße 3, Obernkirchen, Stadt 52° 16′ 17″ N, 9° 7′ 40″ O                | Wohn-/Geschäftshaus                                                            |                                                                         | 36249848 | BW             |
| Lange Straße 3, Obernkirchen, Stadt 52° 16′ 17″ N, 9° 7′ 36″ O                | Mauer                                                                          |                                                                         | 36252340 | BW             |
| Lange Straße 7, Obernkirchen, Stadt 52° 16′ 17″ N, 9° 7′ 40″ O                | Wohn-/Geschäftshaus                                                            |                                                                         | 36251869 | BW             |
| Lange Straße 9, Obernkirchen, Stadt 52° 16′ 18″ N, 9° 7′ 40″ O                | Wohn-/Geschäftshaus                                                            |                                                                         | 36249868 | BW             |
| Lange Straße, Obernkirchen, Stadt 52° 16′ 18″ N, 9° 7′ 39″ O                  | Lange Straße 11, 11a                                                           | Baudenkmalgruppe                                                        | 36215158 | BW             |
| Lange Straße 11, Obernkirchen, Stadt 52° 16′ 18″ N, 9° 7′ 40″ O               | Apotheke. (Baudenkmalgruppe: Lange Straße 11, 11a)                             |                                                                         | 36249888 | BW             |
| Lange Straße 11 a, Obernkirchen, Stadt 52° 16′ 18″ N, 9° 7′ 39″ O             | Scheune. (Baudenkmalgruppe: Lange Straße 11, 11a)                              |                                                                         | 36249911 | BW             |
| Lange Straße 11, Obernkirchen, Stadt 52° 16′ 19″ N, 9° 7′ 38″ O               | Garten. (Baudenkmalgruppe: Lange Straße 11, 11a)                               |                                                                         | 36251760 | BW             |
| Lange Straße 11, Obernkirchen, Stadt 52° 16′ 19″ N, 9° 7′ 36″ O               | Mauer. (Baudenkmalgruppe: Lange Straße 11, 11a)                                |                                                                         |          | BW             |
| Lange Straße 14, Obernkirchen, Stadt 52° 16′ 19″ N, 9° 7′ 41″ O               | Wohnhaus                                                                       |                                                                         | 36249933 | BW             |
| Lange Straße 23, Obernkirchen, Stadt 52° 16′ 20″ N, 9° 7′ 40″ O               | Wohn-/Geschäftshaus                                                            |                                                                         | 36249952 | BW             |
| Lange Straße 23, Obernkirchen, Stadt 52° 16′ 20″ N, 9° 7′ 39″ O               | Anbau (Gebäudeteil)                                                            |                                                                         | 36252588 | BW             |
| Lange Straße 24, Obernkirchen, Stadt 52° 16′ 20″ N, 9° 7′ 41″ O               | Amtsgericht                                                                    |                                                                         | 36249972 | BW             |
| Lange Straße, Obernkirchen, Stadt 52° 16′ 21″ N, 9° 7′ 38″ O                  | Wohn-, Geschäftsh., Lange Str. 25-33                                           | Baudenkmalgruppe                                                        | 36216791 | BW             |
| Lange Straße 25, Obernkirchen, Stadt 52° 16′ 21″ N, 9° 7′ 40″ O               | Wohnhaus. (Baudenkmalgruppe: Wohn-, Geschäftsh., Lange Str. 25-33)             |                                                                         | 36249991 | BW             |
| Lange Straße 27, Obernkirchen, Stadt 52° 16′ 21″ N, 9° 7′ 40″ O               | Wohnhaus. (Baudenkmalgruppe: Wohn-, Geschäftsh., Lange Str. 25-33)             |                                                                         | 36250013 | BW             |
| Lange Straße 27, Obernkirchen, Stadt 52° 16′ 21″ N, 9° 7′ 37″ O               | Garten. (Baudenkmalgruppe: Wohn-, Geschäftsh., Lange Str. 25-33)               |                                                                         | 36251821 | BW             |
| Lange Straße, Obernkirchen, Stadt 52° 16′ 21″ N, 9° 7′ 42″ O                  | Wohnhäuser Lange Str. 28, 30, 32                                               | Baudenkmalgruppe                                                        | 36216806 | BW             |
| Lange Straße 28, Obernkirchen, Stadt 52° 16′ 21″ N, 9° 7′ 41″ O               | Wohnhaus. (Baudenkmalgruppe: Wohnhäuser Lange Str. 28, 30, 32)                 |                                                                         | 36250034 | BW             |
| Lange Straße 32, Obernkirchen, Stadt 52° 16′ 22″ N, 9° 7′ 41″ O               | Wohnhaus. (Baudenkmalgruppe: Wohnhäuser Lange Str. 28, 30, 32)                 |                                                                         | 36250077 | BW             |
| Lange Straße 32, Obernkirchen, Stadt 52° 16′ 22″ N, 9° 7′ 41″ O               | Einfriedungsmauer. (Baudenkmalgruppe: Wohnhäuser Lange Str. 28, 30, 32)        |                                                                         | 46547610 | BW             |
| Lange Straße 31, Obernkirchen, Stadt 52° 16′ 22″ N, 9° 7′ 40″ O               | Wohnhaus. (Baudenkmalgruppe: Wohn-, Geschäftsh., Lange Str. 25-33)             |                                                                         | 36251889 | BW             |
| Lange Straße 33, Obernkirchen, Stadt 52° 16′ 22″ N, 9° 7′ 36″ O               | Mauer. (Baudenkmalgruppe: Wohn-, Geschäftsh., Lange Str. 25-33)                |                                                                         | 36251848 | BW             |
| Lange Straße 40, Obernkirchen, Stadt 52° 16′ 24″ N, 9° 7′ 40″ O               | Wohnhaus                                                                       |                                                                         | 36250098 | BW             |
| Lange Straße 41, Obernkirchen, Stadt 52° 16′ 23″ N, 9° 7′ 39″ O               | Wohn-/Wirtschaftsgebäude                                                       |                                                                         | 36250117 |                |
| Lange Straße 43, Obernkirchen, Stadt 52° 16′ 24″ N, 9° 7′ 39″ O               | Wohn-/Wirtschaftsgebäude                                                       |                                                                         | 36250136 | BW             |
| Lange Straße 47, Obernkirchen, Stadt 52° 16′ 24″ N, 9° 7′ 39″ O               | Wohn-/Geschäftshaus                                                            |                                                                         | 36250158 | BW             |
| Lange Straße 49, Obernkirchen, Stadt 52° 16′ 25″ N, 9° 7′ 38″ O               | Wohnhaus                                                                       |                                                                         | 36250177 | BW             |
| Lange Straße 49, Obernkirchen, Stadt 52° 16′ 24″ N, 9° 7′ 38″ O               | Anbau (Gebäudeteil)                                                            |                                                                         | 36252492 | BW             |
| Lange Straße 50, Obernkirchen, Stadt 52° 16′ 26″ N, 9° 7′ 38″ O               | Grenzstein                                                                     |                                                                         | 36250197 | BW             |
| Neumarktstraße 1, Obernkirchen, Stadt 52° 16′ 16″ N, 9° 7′ 48″ O              | Wohn-/Geschäftshaus                                                            | vorderer Teil                                                           | 36250406 | BW             |
| Neumarktstraße 4, Obernkirchen, Stadt 52° 16′ 17″ N, 9° 7′ 49″ O              | Wohn-/Wirtschaftsgebäude                                                       |                                                                         | 36250448 | BW             |
| Neumarktstraße 5, Obernkirchen, Stadt 52° 16′ 17″ N, 9° 7′ 48″ O              | Wohn-/Wirtschaftsgebäude                                                       |                                                                         | 36250467 | BW             |
| Neumarktstraße 7, Obernkirchen, Stadt 52° 16′ 17″ N, 9° 7′ 48″ O              | Wohn-/Wirtschaftsgebäude                                                       |                                                                         | 36250507 | BW             |
| Neumarktstraße 12, Obernkirchen, Stadt 52° 16′ 17″ N, 9° 7′ 51″ O             | Wohnhaus Neumarktstraße 12                                                     | Baudenkmalgruppe                                                        | 36216821 | BW             |
| Neumarktstraße 12, Obernkirchen, Stadt 52° 16′ 18″ N, 9° 7′ 50″ O             | Wohnhaus. (Baudenkmalgruppe: Wohnhaus Neumarktstraße 12)                       |                                                                         | 36250526 | BW             |
| Neumarktstraße 12, Obernkirchen, Stadt 52° 16′ 17″ N, 9° 7′ 52″ O             | Kapelle (Bauwerk). (Baudenkmalgruppe: Wohnhaus Neumarktstraße 12)              | katholische Kapelle                                                     | 36250547 | BW             |
| Neumarktstraße 12, Obernkirchen, Stadt 52° 16′ 17″ N, 9° 7′ 52″ O             | Schule. (Baudenkmalgruppe: Wohnhaus Neumarktstraße 12)                         | ehemalige katholische Schule                                            | 36250569 | BW             |
| Neumarktstraße 22, Obernkirchen, Stadt 52° 16′ 20″ N, 9° 7′ 52″ O             | Wohn-/Wirtschaftsgebäude                                                       |                                                                         | 36250591 | BW             |
| Neumarktstraße 26, Obernkirchen, Stadt 52° 16′ 20″ N, 9° 7′ 53″ O             | Wohn-/Wirtschaftsgebäude                                                       |                                                                         | 36250610 | BW             |
| Neumarktstraße 40, Obernkirchen, Stadt 52° 16′ 23″ N, 9° 7′ 57″ O             | Werkstatt                                                                      | Schlosserei Bornemann                                                   | 36252195 | BW             |
| Neumarktstraße 41, Obernkirchen, Stadt 52° 16′ 24″ N, 9° 7′ 56″ O             | Einfriedung                                                                    |                                                                         | 36252512 | BW             |
| Neumarktstraße 41, Obernkirchen, Stadt 52° 16′ 24″ N, 9° 7′ 55″ O             | Wohnhaus                                                                       |                                                                         | 36250631 | BW             |
| Nottstraße 6, Obernkirchen, Stadt 52° 16′ 3″ N, 9° 7′ 26″ O                   | Wohn-/Wirtschaftsgebäude                                                       |                                                                         | 36250651 | BW             |
| Rathenaustraße, Obernkirchen, Stadt 52° 16′ 10″ N, 9° 7′ 51″ O                | Kriegerdenkmal Rathenaustraße                                                  | Baudenkmalgruppe                                                        | 36216835 | BW             |
| Rathenaustraße, Obernkirchen, Stadt 52° 16′ 10″ N, 9° 7′ 51″ O                | Kriegerdenkmal. (Baudenkmalgruppe: Kriegerdenkmal Rathenaustraße)              |                                                                         | 36250690 | BW             |
| Rathenaustraße 7, Obernkirchen, Stadt 52° 16′ 14″ N, 9° 7′ 54″ O              | Katholische Kirche Rathenaustraße 7                                            | Baudenkmalgruppe                                                        | 36216849 |                |
| Rathenaustraße 7, Obernkirchen, Stadt 52° 16′ 14″ N, 9° 7′ 56″ O              | Kirche (Bauwerk). (Baudenkmalgruppe: Katholische Kirche Rathenaustraße 7)      | kath. Kirche, 1907/08 nach Plänen des Architekten August Greifzu erbaut | 36250773 | Weitere Bilder |
| Rathenaustraße 7, Obernkirchen, Stadt 52° 16′ 14″ N, 9° 7′ 53″ O              | Pfarrhaus. (Baudenkmalgruppe: Katholische Kirche Rathenaustraße 7)             | kath. Pfarrhaus                                                         | 36250751 | BW             |
| Rathenaustraße 11, Obernkirchen, Stadt 52° 16′ 12″ N, 9° 7′ 55″ O             | ehemaliges Amtsgericht Rathenaustr. 11                                         | Baudenkmalgruppe                                                        | 36216876 | BW             |
| Rathenaustraße 11, Obernkirchen, Stadt 52° 16′ 12″ N, 9° 7′ 53″ O             | Amtsgericht. (Baudenkmalgruppe: ehemaliges Amtsgericht Rathenaustr. 11)        |                                                                         | 36250795 | BW             |
| Rathenaustraße 13, Obernkirchen, Stadt 52° 16′ 11″ N, 9° 7′ 53″ O             | Einfriedung                                                                    |                                                                         | 36252569 | BW             |
| Rathenaustraße 13, Obernkirchen, Stadt 52° 16′ 11″ N, 9° 7′ 54″ O             | Villa                                                                          |                                                                         | 36250817 | BW             |
| Rintelner Straße, Obernkirchen, Stadt 52° 15′ 49″ N, 9° 7′ 59″ O              | Friedhof Rintelner Straße                                                      | Baudenkmalgruppe                                                        | 36216891 | BW             |
| Rintelner Straße, Obernkirchen, Stadt 52° 15′ 49″ N, 9° 7′ 59″ O              | Friedhof. (Baudenkmalgruppe: Friedhof Rintelner Straße)                        |                                                                         | 36250837 | BW             |
| Rolfshagener Weg, Obernkirchen, Stadt 52° 15′ 34″ N, 9° 8′ 25″ O              | Kriegerdenkmal                                                                 |                                                                         | 36250858 | BW             |
| Schauenstein, Obernkirchen, Stadt 52° 15′ 41″ N, 9° 8′ 28″ O                  | Gutsanlage Schauenstein                                                        | Baudenkmalgruppe                                                        | 36216906 | BW             |
| Schauenstein, Obernkirchen, Stadt 52° 15′ 42″ N, 9° 8′ 27″ O                  | Allee. (Baudenkmalgruppe: Gutsanlage Schauenstein)                             |                                                                         | 36251994 | BW             |
| Schauenstein, Obernkirchen, Stadt 52° 15′ 40″ N, 9° 8′ 31″ O                  | Einfriedungsmauer. (Baudenkmalgruppe: Gutsanlage Schauenstein)                 |                                                                         | 36251972 | BW             |
| Schauenstein, Obernkirchen, Stadt 52° 15′ 43″ N, 9° 8′ 23″ O                  | Gartenhaus. (Baudenkmalgruppe: Gutsanlage Schauenstein)                        |                                                                         | 36251239 | BW             |
| Strullstraße, Obernkirchen, Stadt 52° 16′ 23″ N, 9° 7′ 41″ O                  | Wohnhäuser Strullstraße 1, 3, 5                                                | Baudenkmalgruppe                                                        | 36216921 | BW             |
| Strullstraße 1, Obernkirchen, Stadt 52° 16′ 23″ N, 9° 7′ 41″ O                | Wohnhaus. (Baudenkmalgruppe: Wohnhäuser Strullstraße 1, 3, 5)                  |                                                                         | 36251371 | BW             |
| Strullstraße 3, Obernkirchen, Stadt 52° 16′ 23″ N, 9° 7′ 42″ O                | Wohnhaus. (Baudenkmalgruppe: Wohnhäuser Strullstraße 1, 3, 5)                  |                                                                         | 36251392 | BW             |
| Strullstraße 5, Obernkirchen, Stadt 52° 16′ 23″ N, 9° 7′ 42″ O                | Wohnhaus. (Baudenkmalgruppe: Wohnhäuser Strullstraße 1, 3, 5)                  |                                                                         | 36251413 | BW             |
| Strullstraße 11, Obernkirchen, Stadt 52° 16′ 23″ N, 9° 7′ 44″ O               | Wohn-/Wirtschaftsgebäude                                                       |                                                                         | 36251434 | BW             |
| Strullstraße 29, Obernkirchen, Stadt 52° 16′ 22″ N, 9° 7′ 50″ O               | Wohnhaus                                                                       |                                                                         | 36251453 | BW             |
| Strullstraße 35, Obernkirchen, Stadt 52° 16′ 22″ N, 9° 7′ 52″ O               | Wohn-/Wirtschaftsgebäude                                                       |                                                                         | 36251472 | BW             |
| Strullstraße 39, Obernkirchen, Stadt 52° 16′ 22″ N, 9° 7′ 53″ O               | Wohnhaus                                                                       |                                                                         | 36251491 | BW             |
| Obernkirchen, Stadt 52° 16′ 15″ N, 9° 7′ 41″ O                                | Wohn-, Geschäftshäuser Fr.-Ebert-Str.                                          | Baudenkmalgruppe                                                        | 36216763 | BW             |
| Friedrich-Ebert-Straße 1, Obernkirchen, Stadt 52° 16′ 16″ N, 9° 7′ 42″ O      | Wohn-/Geschäftshaus. (Baudenkmalgruppe: Wohn-, Geschäftshäuser Fr.-Ebert-Str.) |                                                                         | 36249421 | BW             |
| Lange Straße 2, Obernkirchen, Stadt 52° 16′ 16″ N, 9° 7′ 41″ O                | Wohn-/Geschäftshaus. (Baudenkmalgruppe: Wohn-, Geschäftshäuser Fr.-Ebert-Str.) |                                                                         | 36249827 | BW             |
| Marktplatz, Obernkirchen, Stadt 52° 16′ 15″ N, 9° 7′ 41″ O                    | Brunnen. (Baudenkmalgruppe: Wohn-, Geschäftshäuser Fr.-Ebert-Str.)             |                                                                         | 39996734 | BW             |
| Marktplatz 1, Obernkirchen, Stadt 52° 16′ 14″ N, 9° 7′ 39″ O                  | Wohn-/Geschäftshaus. (Baudenkmalgruppe: Wohn-, Geschäftshäuser Fr.-Ebert-Str.) |                                                                         | 36250237 | BW             |
| Marktplatz 2, Obernkirchen, Stadt 52° 16′ 15″ N, 9° 7′ 40″ O                  | Wohn-/Geschäftshaus. (Baudenkmalgruppe: Wohn-, Geschäftshäuser Fr.-Ebert-Str.) |                                                                         | 36250258 | BW             |
| Marktplatz 3, Obernkirchen, Stadt 52° 16′ 15″ N, 9° 7′ 39″ O                  | Wohn-/Geschäftshaus. (Baudenkmalgruppe: Wohn-, Geschäftshäuser Fr.-Ebert-Str.) | Stadtsparkasse                                                          | 36250279 | BW             |
| Marktplatz 4, Obernkirchen, Stadt 52° 16′ 16″ N, 9° 7′ 39″ O                  | Rathaus. (Baudenkmalgruppe: Wohn-, Geschäftshäuser Fr.-Ebert-Str.)             |                                                                         | 36250301 | BW             |
| Marktplatz 5, Obernkirchen, Stadt 52° 16′ 15″ N, 9° 7′ 42″ O                  | Wohn-/Geschäftshaus. (Baudenkmalgruppe: Wohn-, Geschäftshäuser Fr.-Ebert-Str.) |                                                                         | 36250322 | BW             |
| Marktplatz 6, Obernkirchen, Stadt 52° 16′ 15″ N, 9° 7′ 42″ O                  | Wohn-/Geschäftshaus. (Baudenkmalgruppe: Wohn-, Geschäftshäuser Fr.-Ebert-Str.) |                                                                         | 36250343 | BW             |
| Marktplatz 7, Obernkirchen, Stadt 52° 16′ 14″ N, 9° 7′ 42″ O                  | Wohn-/Geschäftshaus. (Baudenkmalgruppe: Wohn-, Geschäftshäuser Fr.-Ebert-Str.) |                                                                         | 36250364 | BW             |
| Marktplatz 9, Obernkirchen, Stadt 52° 16′ 14″ N, 9° 7′ 40″ O                  | Wohn-/Geschäftshaus. (Baudenkmalgruppe: Wohn-, Geschäftshäuser Fr.-Ebert-Str.) |                                                                         | 36250385 | BW             |
| Schluke 1, Obernkirchen, Stadt 52° 16′ 14″ N, 9° 7′ 39″ O                     | Wohn-/Geschäftshaus. (Baudenkmalgruppe: Wohn-, Geschäftshäuser Fr.-Ebert-Str.) |                                                                         | 36251309 | BW             |
| Schluke 7, Obernkirchen, Stadt 52° 16′ 13″ N, 9° 7′ 36″ O                     | Grenzstein                                                                     |                                                                         | 36251352 | BW             |
| östlich des Sportplatzes, Obernkirchen, Stadt 52° 16′ 57″ N, 9° 10′ 18″ O     | Gedenkstätte                                                                   | Kriegerdenkmal                                                          | 36250670 | BW             |
| Obernkirchen, Stadt 52° 15′ 33″ N, 9° 8′ 22″ O                                | Wohnsiedlung Annastraße/Heyesiedlung                                           | Baudenkmalgruppe                                                        | 36216718 | BW             |
| Annastraße 2, Obernkirchen, Stadt 52° 15′ 35″ N, 9° 8′ 20″ O                  | Wohnhaus. (Baudenkmalgruppe: Wohnsiedlung Annastraße/Heyesiedlung)             |                                                                         | 36248745 | BW             |
| Annastraße 4, Obernkirchen, Stadt 52° 15′ 35″ N, 9° 8′ 21″ O                  | Wohnhaus. (Baudenkmalgruppe: Wohnsiedlung Annastraße/Heyesiedlung)             |                                                                         | 36248766 | BW             |
| Annastraße 4, Obernkirchen, Stadt 52° 15′ 35″ N, 9° 8′ 21″ O                  | Nebengebäude. (Baudenkmalgruppe: Wohnsiedlung Annastraße/Heyesiedlung)         |                                                                         | 45695880 | BW             |
| Baumeister-Krentler-Straße 1, Obernkirchen, Stadt 52° 15′ 35″ N, 9° 8′ 19″ O  | Wohnhaus. (Baudenkmalgruppe: Wohnsiedlung Annastraße/Heyesiedlung)             |                                                                         | 36248806 | BW             |
| Baumeister-Krentler-Straße 3, Obernkirchen, Stadt 52° 15′ 35″ N, 9° 8′ 19″ O  | Wohnhaus. (Baudenkmalgruppe: Wohnsiedlung Annastraße/Heyesiedlung)             |                                                                         | 36248827 | BW             |
| Baumeister-Krentler-Straße 5, Obernkirchen, Stadt 52° 15′ 35″ N, 9° 8′ 20″ O  | Wohnhaus. (Baudenkmalgruppe: Wohnsiedlung Annastraße/Heyesiedlung)             |                                                                         | 36248848 | BW             |
| Baumeister-Krentler-Straße 5, Obernkirchen, Stadt 52° 15′ 35″ N, 9° 8′ 20″ O  | Nebengebäude. (Baudenkmalgruppe: Wohnsiedlung Annastraße/Heyesiedlung)         |                                                                         | 45696398 | BW             |
| Baumeister-Krentler-Straße 7, Obernkirchen, Stadt 52° 15′ 34″ N, 9° 8′ 20″ O  | Wohnhaus. (Baudenkmalgruppe: Wohnsiedlung Annastraße/Heyesiedlung)             |                                                                         | 36248869 | BW             |
| Baumeister-Krentler-Straße 7, Obernkirchen, Stadt 52° 15′ 34″ N, 9° 8′ 20″ O  | Nebengebäude. (Baudenkmalgruppe: Wohnsiedlung Annastraße/Heyesiedlung)         |                                                                         | 45696557 | BW             |
| Baumeister-Krentler-Straße 9, Obernkirchen, Stadt 52° 15′ 34″ N, 9° 8′ 20″ O  | Wohnhaus. (Baudenkmalgruppe: Wohnsiedlung Annastraße/Heyesiedlung)             |                                                                         | 36248890 | BW             |
| Baumeister-Krentler-Straße 9, Obernkirchen, Stadt 52° 15′ 34″ N, 9° 8′ 21″ O  | Nebengebäude. (Baudenkmalgruppe: Wohnsiedlung Annastraße/Heyesiedlung)         |                                                                         | 45703438 | BW             |
| Baumeister-Krentler-Straße 11, Obernkirchen, Stadt 52° 15′ 34″ N, 9° 8′ 20″ O | Wohnhaus. (Baudenkmalgruppe: Wohnsiedlung Annastraße/Heyesiedlung)             |                                                                         | 36248911 | BW             |
| Baumeister-Krentler-Straße 11, Obernkirchen, Stadt 52° 15′ 34″ N, 9° 8′ 21″ O | Nebengebäude. (Baudenkmalgruppe: Wohnsiedlung Annastraße/Heyesiedlung)         |                                                                         | 45703765 | BW             |
| Baumeister-Krentler-Straße 13, Obernkirchen, Stadt 52° 15′ 33″ N, 9° 8′ 20″ O | Wohnhaus. (Baudenkmalgruppe: Wohnsiedlung Annastraße/Heyesiedlung)             |                                                                         | 36248932 | BW             |
| Baumeister-Krentler-Straße 13, Obernkirchen, Stadt 52° 15′ 34″ N, 9° 8′ 21″ O | Nebengebäude. (Baudenkmalgruppe: Wohnsiedlung Annastraße/Heyesiedlung)         |                                                                         | 45703951 | BW             |
| Baumeister-Krentler-Straße 15, Obernkirchen, Stadt 52° 15′ 33″ N, 9° 8′ 20″ O | Wohnhaus. (Baudenkmalgruppe: Wohnsiedlung Annastraße/Heyesiedlung)             |                                                                         | 36248953 | BW             |
| Baumeister-Krentler-Straße 15, Obernkirchen, Stadt 52° 15′ 33″ N, 9° 8′ 21″ O | Nebengebäude. (Baudenkmalgruppe: Wohnsiedlung Annastraße/Heyesiedlung)         |                                                                         | 45704263 | BW             |
| Baumeister-Krentler-Straße 17, Obernkirchen, Stadt 52° 15′ 33″ N, 9° 8′ 21″ O | Wohnhaus. (Baudenkmalgruppe: Wohnsiedlung Annastraße/Heyesiedlung)             |                                                                         | 36248974 | BW             |
| Baumeister-Krentler-Straße 17, Obernkirchen, Stadt 52° 15′ 33″ N, 9° 8′ 21″ O | Nebengebäude. (Baudenkmalgruppe: Wohnsiedlung Annastraße/Heyesiedlung)         |                                                                         | 45704620 | BW             |
| Baumeister-Krentler-Straße 19, Obernkirchen, Stadt 52° 15′ 32″ N, 9° 8′ 21″ O | Wohnhaus. (Baudenkmalgruppe: Wohnsiedlung Annastraße/Heyesiedlung)             |                                                                         | 36248995 | BW             |
| Baumeister-Krentler-Straße 21, Obernkirchen, Stadt 52° 15′ 32″ N, 9° 8′ 21″ O | Wohnhaus. (Baudenkmalgruppe: Wohnsiedlung Annastraße/Heyesiedlung)             |                                                                         | 36249016 | BW             |
| Baumeister-Krentler-Straße 21, Obernkirchen, Stadt 52° 15′ 32″ N, 9° 8′ 22″ O | Nebengebäude. (Baudenkmalgruppe: Wohnsiedlung Annastraße/Heyesiedlung)         |                                                                         | 45704939 | BW             |
| Baumeister-Krentler-Straße 23, Obernkirchen, Stadt 52° 15′ 32″ N, 9° 8′ 21″ O | Wohnhaus. (Baudenkmalgruppe: Wohnsiedlung Annastraße/Heyesiedlung)             |                                                                         | 36249037 | BW             |
| Baumeister-Krentler-Straße 23, Obernkirchen, Stadt 52° 15′ 32″ N, 9° 8′ 22″ O | Nebengebäude. (Baudenkmalgruppe: Wohnsiedlung Annastraße/Heyesiedlung)         |                                                                         | 45841178 | BW             |
| Baumeister-Krentler-Straße 25, Obernkirchen, Stadt 52° 15′ 31″ N, 9° 8′ 21″ O | Wohnhaus. (Baudenkmalgruppe: Wohnsiedlung Annastraße/Heyesiedlung)             |                                                                         | 36249058 | BW             |
| Baumeister-Krentler-Straße 25, Obernkirchen, Stadt 52° 15′ 31″ N, 9° 8′ 22″ O | Nebengebäude. (Baudenkmalgruppe: Wohnsiedlung Annastraße/Heyesiedlung)         | 2 Gebäude                                                               | 45841346 | BW             |
| Baumeister-Krentler-Straße 27, Obernkirchen, Stadt 52° 15′ 31″ N, 9° 8′ 21″ O | Wohnhaus. (Baudenkmalgruppe: Wohnsiedlung Annastraße/Heyesiedlung)             |                                                                         | 36249079 | BW             |
| Baumeister-Krentler-Straße 29, Obernkirchen, Stadt 52° 15′ 30″ N, 9° 8′ 22″ O | Wohnhaus. (Baudenkmalgruppe: Wohnsiedlung Annastraße/Heyesiedlung)             |                                                                         | 36249100 | BW             |
| Baumeister-Krentler-Straße 31, Obernkirchen, Stadt 52° 15′ 30″ N, 9° 8′ 22″ O | Wohnhaus. (Baudenkmalgruppe: Wohnsiedlung Annastraße/Heyesiedlung)             |                                                                         | 36249121 | BW             |
| Krumsiekstraße 1, Obernkirchen, Stadt 52° 15′ 30″ N, 9° 8′ 23″ O              | Wohnhaus. (Baudenkmalgruppe: Wohnsiedlung Annastraße/Heyesiedlung)             |                                                                         | 36249681 | BW             |
| Krumsiekstraße 3, Obernkirchen, Stadt 52° 15′ 30″ N, 9° 8′ 23″ O              | Wohnhaus. (Baudenkmalgruppe: Wohnsiedlung Annastraße/Heyesiedlung)             |                                                                         | 36249702 | BW             |
| Krumsiekstraße 3, Obernkirchen, Stadt 52° 15′ 31″ N, 9° 8′ 23″ O              | Nebengebäude. (Baudenkmalgruppe: Wohnsiedlung Annastraße/Heyesiedlung)         |                                                                         | 45841822 | BW             |
| Krumsiekstraße 5, Obernkirchen, Stadt 52° 15′ 31″ N, 9° 8′ 24″ O              | Wohnhaus. (Baudenkmalgruppe: Wohnsiedlung Annastraße/Heyesiedlung)             |                                                                         | 36249723 | BW             |
| Krumsiekstraße 5, Obernkirchen, Stadt 52° 15′ 31″ N, 9° 8′ 23″ O              | Nebengebäude. (Baudenkmalgruppe: Wohnsiedlung Annastraße/Heyesiedlung)         |                                                                         | 45841932 | BW             |
| Krumsiekstraße 7, Obernkirchen, Stadt 52° 15′ 31″ N, 9° 8′ 24″ O              | Wohnhaus. (Baudenkmalgruppe: Wohnsiedlung Annastraße/Heyesiedlung)             |                                                                         | 36249744 | BW             |
| Krumsiekstraße 7, Obernkirchen, Stadt 52° 15′ 31″ N, 9° 8′ 24″ O              | Nebengebäude. (Baudenkmalgruppe: Wohnsiedlung Annastraße/Heyesiedlung)         |                                                                         | 45841979 | BW             |
| Krumsiekstraße 9, Obernkirchen, Stadt 52° 15′ 31″ N, 9° 8′ 25″ O              | Wohnhaus. (Baudenkmalgruppe: Wohnsiedlung Annastraße/Heyesiedlung)             |                                                                         | 36249765 | BW             |
| Krumsiekstraße 9, Obernkirchen, Stadt 52° 15′ 31″ N, 9° 8′ 24″ O              | Nebengebäude. (Baudenkmalgruppe: Wohnsiedlung Annastraße/Heyesiedlung)         |                                                                         | 45842021 | BW             |
| Krumsiekstraße 11, Obernkirchen, Stadt 52° 15′ 31″ N, 9° 8′ 25″ O             | Wohnhaus. (Baudenkmalgruppe: Wohnsiedlung Annastraße/Heyesiedlung)             |                                                                         | 36249786 | BW             |
| Krumsiekstraße 11, Obernkirchen, Stadt 52° 15′ 31″ N, 9° 8′ 25″ O             | Nebengebäude. (Baudenkmalgruppe: Wohnsiedlung Annastraße/Heyesiedlung)         |                                                                         | 45842047 | BW             |
| Rolfshagener Weg 2, Obernkirchen, Stadt 52° 15′ 36″ N, 9° 8′ 21″ O            | Wohnhaus. (Baudenkmalgruppe: Wohnsiedlung Annastraße/Heyesiedlung)             |                                                                         | 36250878 | BW             |
| Rolfshagener Weg 4, Obernkirchen, Stadt 52° 15′ 35″ N, 9° 8′ 21″ O            | Wohnhaus. (Baudenkmalgruppe: Wohnsiedlung Annastraße/Heyesiedlung)             |                                                                         | 36250901 | BW             |
| Rolfshagener Weg 6, Obernkirchen, Stadt 52° 15′ 35″ N, 9° 8′ 22″ O            | Wohnhaus. (Baudenkmalgruppe: Wohnsiedlung Annastraße/Heyesiedlung)             |                                                                         | 36250922 | BW             |
| Rolfshagener Weg 8, Obernkirchen, Stadt 52° 15′ 35″ N, 9° 8′ 22″ O            | Wohnhaus. (Baudenkmalgruppe: Wohnsiedlung Annastraße/Heyesiedlung)             |                                                                         | 36250943 | BW             |
| Rolfshagener Weg 10, Obernkirchen, Stadt 52° 15′ 34″ N, 9° 8′ 23″ O           | Wohnhaus. (Baudenkmalgruppe: Wohnsiedlung Annastraße/Heyesiedlung)             |                                                                         | 36250964 | BW             |
| Rolfshagener Weg 12, Obernkirchen, Stadt 52° 15′ 34″ N, 9° 8′ 23″ O           | Wohnhaus. (Baudenkmalgruppe: Wohnsiedlung Annastraße/Heyesiedlung)             |                                                                         | 36250985 | BW             |
| Rolfshagener Weg 12, Obernkirchen, Stadt 52° 15′ 34″ N, 9° 8′ 22″ O           | Nebengebäude. (Baudenkmalgruppe: Wohnsiedlung Annastraße/Heyesiedlung)         |                                                                         | 45987428 | BW             |
| Rolfshagener Weg 14, Obernkirchen, Stadt 52° 15′ 34″ N, 9° 8′ 23″ O           | Wohnhaus. (Baudenkmalgruppe: Wohnsiedlung Annastraße/Heyesiedlung)             |                                                                         | 36251006 | BW             |
| Rolfshagener Weg 14, Obernkirchen, Stadt 52° 15′ 34″ N, 9° 8′ 22″ O           | Nebengebäude. (Baudenkmalgruppe: Wohnsiedlung Annastraße/Heyesiedlung)         |                                                                         | 46004149 | BW             |
| Rolfshagener Weg 16, Obernkirchen, Stadt 52° 15′ 34″ N, 9° 8′ 23″ O           | Wohnhaus. (Baudenkmalgruppe: Wohnsiedlung Annastraße/Heyesiedlung)             |                                                                         | 36251027 | BW             |
| Rolfshagener Weg 16, Obernkirchen, Stadt 52° 15′ 33″ N, 9° 8′ 23″ O           | Nebengebäude. (Baudenkmalgruppe: Wohnsiedlung Annastraße/Heyesiedlung)         |                                                                         | 46003859 | BW             |
| Rolfshagener Weg 18, Obernkirchen, Stadt 52° 15′ 33″ N, 9° 8′ 24″ O           | Wohnhaus. (Baudenkmalgruppe: Wohnsiedlung Annastraße/Heyesiedlung)             |                                                                         | 36251048 | BW             |
| Rolfshagener Weg 18, Obernkirchen, Stadt 52° 15′ 33″ N, 9° 8′ 23″ O           | Nebengebäude. (Baudenkmalgruppe: Wohnsiedlung Annastraße/Heyesiedlung)         |                                                                         | 46003291 | BW             |
| Rolfshagener Weg 20, Obernkirchen, Stadt 52° 15′ 33″ N, 9° 8′ 24″ O           | Wohnhaus. (Baudenkmalgruppe: Wohnsiedlung Annastraße/Heyesiedlung)             |                                                                         | 36251069 | BW             |
| Rolfshagener Weg 22, Obernkirchen, Stadt 52° 15′ 33″ N, 9° 8′ 24″ O           | Wohnhaus. (Baudenkmalgruppe: Wohnsiedlung Annastraße/Heyesiedlung)             |                                                                         | 36251090 | BW             |
| Rolfshagener Weg 24, Obernkirchen, Stadt 52° 15′ 32″ N, 9° 8′ 25″ O           | Wohnhaus. (Baudenkmalgruppe: Wohnsiedlung Annastraße/Heyesiedlung)             |                                                                         | 36251111 | BW             |
| Rolfshagener Weg 26, Obernkirchen, Stadt 52° 15′ 32″ N, 9° 8′ 25″ O           | Wohnhaus. (Baudenkmalgruppe: Wohnsiedlung Annastraße/Heyesiedlung)             |                                                                         | 36251132 | BW             |
| Rolfshagener Weg 28, Obernkirchen, Stadt 52° 15′ 32″ N, 9° 8′ 25″ O           | Wohnhaus. (Baudenkmalgruppe: Wohnsiedlung Annastraße/Heyesiedlung)             |                                                                         | 36251153 | BW             |
| Rolfshagener Weg 28, Obernkirchen, Stadt 52° 15′ 32″ N, 9° 8′ 24″ O           | Nebengebäude. (Baudenkmalgruppe: Wohnsiedlung Annastraße/Heyesiedlung)         |                                                                         | 46000555 | BW             |
| Rolfshagener Weg 30, Obernkirchen, Stadt 52° 15′ 31″ N, 9° 8′ 26″ O           | Wohnhaus. (Baudenkmalgruppe: Wohnsiedlung Annastraße/Heyesiedlung)             |                                                                         | 36251174 | BW             |
| Rolfshagener Weg 32, Obernkirchen, Stadt 52° 15′ 31″ N, 9° 8′ 26″ O           | Wohnhaus. (Baudenkmalgruppe: Wohnsiedlung Annastraße/Heyesiedlung)             |                                                                         | 36251195 | BW             |

## Röhrkasten
| Lage                                                                  | Bezeichnung              | Beschreibung     | ID       | Bild |
| --------------------------------------------------------------------- | ------------------------ | ---------------- | -------- | ---- |
| Bachstraße 11, Obernkirchen, Stadt 52° 15′ 18″ N, 9° 7′ 4″ O          | Wohnhaus                 | ehemalige Schule | 36251510 | BW   |
| Röhrkastener Straße 12, Obernkirchen, Stadt 52° 15′ 21″ N, 9° 7′ 5″ O | Wohn-/Wirtschaftsgebäude | von 1865         | 36251530 | BW   |

## Vehlen
| Lage                                                               | Bezeichnung                                                                   | Beschreibung             | ID       | Bild |
| ------------------------------------------------------------------ | ----------------------------------------------------------------------------- | ------------------------ | -------- | ---- |
| Ahnser Straße 1, Obernkirchen, Stadt 52° 16′ 22″ N, 9° 5′ 49″ O    | Hofanlage Ahnser Straße 1                                                     | Baudenkmalgruppe         | 36216965 | BW   |
| Ahnser Straße 1, Obernkirchen, Stadt 52° 16′ 21″ N, 9° 5′ 49″ O    | Wohn-/Wirtschaftsgebäude. (Baudenkmalgruppe: Hofanlage Ahnser Straße 1)       | ehemalige Leibzucht      | 36252071 | BW   |
| Ahnser Straße 1 A, Obernkirchen, Stadt 52° 16′ 20″ N, 9° 5′ 48″ O  | Wohn-/Wirtschaftsgebäude. (Baudenkmalgruppe: Hofanlage Ahnser Straße 1)       | Haupthaus                | 36251550 | BW   |
| Ahnser Straße 3, Obernkirchen, Stadt 52° 16′ 18″ N, 9° 5′ 48″ O    | Vehlener Wassermühle, Ahnser Straße 3                                         | Baudenkmalgruppe         | 36217554 | BW   |
| Ahnser Straße 3, Obernkirchen, Stadt 52° 16′ 18″ N, 9° 5′ 48″ O    | Mühle (Baukomplex). (Baudenkmalgruppe: Vehlener Wassermühle, Ahnser Straße 3) | Wassermühle              | 36252016 | BW   |
| Ahnser Straße 3, Obernkirchen, Stadt 52° 16′ 18″ N, 9° 5′ 48″ O    | Turbinenhaus. (Baudenkmalgruppe: Vehlener Wassermühle, Ahnser Straße 3)       | Wassermühle              | 36252247 | BW   |
| Ahnser Straße 3, Obernkirchen, Stadt 52° 16′ 17″ N, 9° 5′ 48″ O    | Fließgewässer                                                                 |                          | 36252223 | BW   |
| Bäckerstraße 27, Obernkirchen, Stadt 52° 16′ 16″ N, 9° 6′ 31″ O    | Wohn-/Wirtschaftsgebäude                                                      |                          | 36251578 | BW   |
| Bäckerstraße 28, Obernkirchen, Stadt 52° 16′ 19″ N, 9° 6′ 22″ O    | Wohn-/Wirtschaftsgebäude                                                      |                          | 36251597 | BW   |
| Bäckerstraße 37, Obernkirchen, Stadt 52° 16′ 21″ N, 9° 6′ 18″ O    | Scheune                                                                       |                          | 41901843 | BW   |
| Bückeburger Straße, Obernkirchen, Stadt 52° 16′ 22″ N, 9° 6′ 0″ O  | Kirche (Bauwerk)                                                              | Evangelische Pfarrkirche | 36251644 | BW   |
| Bückeburger Straße, Obernkirchen, Stadt 52° 16′ 25″ N, 9° 5′ 57″ O | Kriegerdenkmal                                                                |                          | 36251664 | BW   |
| Bückeburger Straße, Obernkirchen, Stadt 52° 16′ 25″ N, 9° 5′ 51″ O | Brücke (Bauwerk)                                                              | Brücke über WL Aue       | 36251617 | BW   |
| Vehlener Straße 79, Obernkirchen, Stadt 52° 16′ 24″ N, 9° 6′ 2″ O  | Wohn-/Wirtschaftsgebäude                                                      |                          | 36251703 | BW   |
| Vehlener Straße 86, Obernkirchen, Stadt 52° 16′ 22″ N, 9° 6′ 33″ O | Wohn-/Wirtschaftsgebäude                                                      |                          | 36251722 | BW   |
| Zum Felde 1 A, Obernkirchen, Stadt 52° 16′ 15″ N, 9° 6′ 23″ O      | Wohn-/Wirtschaftsgebäude                                                      |                          | 36251741 | BW   |